# Eukoenenia fossati
Eukoenenia fossati är en spindeldjursart som beskrevs av Jules Rémy 1960. Eukoenenia fossati ingår i släktet Eukoenenia och familjen Eukoeneniidae. Inga underarter finns listade i Catalogue of Life.